# Giovanni Fontana (scienziato)

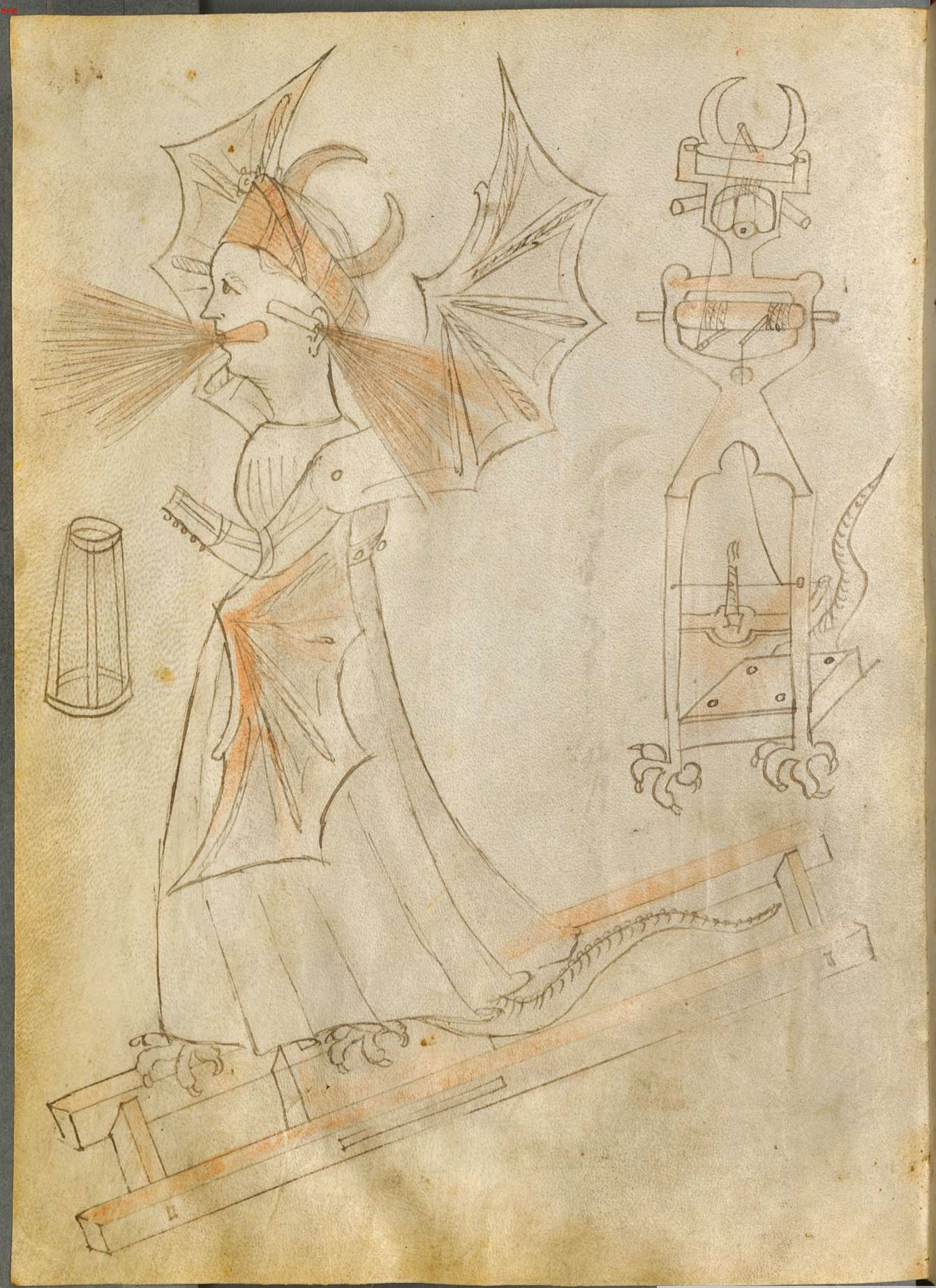
Strega alata dal Bellicorum instrumentorum liber

Giovanni Fontana (Padova, 1395 circa – poco dopo il 1454) è stato uno scienziato, medico e umanista italiano vissuto nella Repubblica di Venezia.

## Biografia
Giovanni Fontana, figlio di Michele da Venezia, nasce a Padova intorno al 1395 e lo troviamo a Venezia nel 1410 in occasione di un nubifragio. Figura poi nei registri dell'Università di Padova negli anni dal 1417 al 1421. In quell'anno è Rettore delle Arti.
Studiò a Padova e si laureò nel 1418 circa. È tra i primi a citare armi da fuoco (le bombarde). La storica Lynn Thorndike gli attribuisce la paternità del Liber de omnibus rebus naturalibus (Libro su tutte le cose naturali), un'opera giuntaci attribuita ad un altro autore: Pompilio Azalio. Un'altra sua opera, il Bellicorum et instrumentorum liber (Libro di macchine da guerra e di strumenti), è scritta in un alfabeto segreto ed è conservata in un manoscritto di Monaco (Biblioteca cittadina, cod. 242). Un'altra opera, il Metrologium de pisce, cane, et volucre (Misuratore del pesce, del cane e dell'uccello) è invece conservata a Bologna (Ms. 2705). Gli è attribuito pure uno Speculi almukesi compositio (Manuale per la preparazione degli specchi ustori), attribuito però pure a Ruggero Bacone, sulla realizzazione di specchi ustori e, sempre con riserva, un Protheus (Proteo) che tratta di problemi di idrostatica e meccanismi sul tipo di quelli di Erone di Alessandria oltre che (nella sezioni sugli organi idraulici) sulla natura e sul peso specifico dei metalli in relazione al suono che emettono. Meno noto, infine, è il voluminoso Tractatus de trigono ballistario abbreviatus (Trattato abbreviato sul traguardo per le catapulte) conservato nel Ms. Bodleian Canonicus Misc. 47 scritto nel 1440.
Appassionato di esperimenti a volte ritenuti magici, la sua carriera a Padova deve essere stata stroncata da accuse di stregoneria. D'altra parte erano sospette anche le sue relazioni intellettuali con il filosofo astrologo Biagio Pelacani, espulso dall'Università per le sue idee materialistiche e con Paolo da Venezia, ritenuto un averroista. Le sue opere sono state dimenticate o pubblicate sotto falso nome. Nessuno lo cita fino a tutto il Settecento.
Fontana descrive gli anni della sua permanenza da medico condotto a Udine come sfavorevoli alle sue ricerche, mancando in quella città la dovizia di fonti classiche, esistente invece a Padova. Dalle sue opere si deducono o ipotizzano viaggi a Bologna, Ravenna, Roma, ma anche in paesi lontani (alcuni forse nella sua fantasia).
Personalità tipicamente rinascimentale, aristotelica, dotato di un notevole bagaglio culturale, interessato alla conoscenza e alla scienza sperimentale, Fontana utilizza fonti greche, latine e arabe. Spaziando dalla meccanica alla storia naturale, dalla comunicazione all'arte della memoria. Sono notevoli il suo studio della camera oscura, i suoi sistemi idraulici, i meccanismi per costruire giocattoli ed effetti speciali.
Nel suo Bellicorum instrumentorum è contenuta una grande varietà di strumenti bellici.

## Opere conosciute
Moltissime sono le sue opere, sopravvissute o perdute. Fontana è noto principalmente per i due codici cifrati che ci sono pervenuti in manoscritto, ora decifrati, tradotti e pubblicati da Giuseppa Saccaro del Buffa Battisti e da suo marito Eugenio Battisti.
- Bellicorum Instrumentorum Libri cum figuris et fictitijs literis conscriptus, Monaco di Baviera, Bayerische Staatsbibliothek, Cod. Icon. 242, disponibile su Internet

Si tratta di una straordinaria raccolta di progetti di macchine di carattere militare, riccamente illustrato con spiegazioni in cifra, composto per un committente amico fra il 1420 e il 1440. Alla descrizione dei prodotti più avanzati della tecnologia quattrocentesca sono alternate figure sostanzialmente fantastiche. Molti suoi progetti richiamano i Ludi matematici di Leon Battista Alberti.
L'opera, forse del 1420 parla di macchina da guerra arabe, egiziane e persiane oltre che di strumenti musicali. Nel testo le armi da fuoco sono citate solo tre volte ma vi è la descrizione sull'uso di razzi come propellenti per siluri sull'acqua. Sono inoltre mostrati disegni di una lanterna magica senza lenti, automi, organi e spruzzatori. Le applicazioni dei razzi sono notevoli: un'illustrazione mostra quelle che sembrano bombe sparate da un'enorme bombarda piazzata all'ingresso di un castello. I suoi bersagli sono navi su un fiume. Altri razzi hanno la forma di uccelli, lepri e pesci artificiali riempiti di materiali incendiari e sono mostrati mentre volano corrono o nuotano. C'è pure la chiara illustrazione di una carrozza su ruote spinta da un razzo.

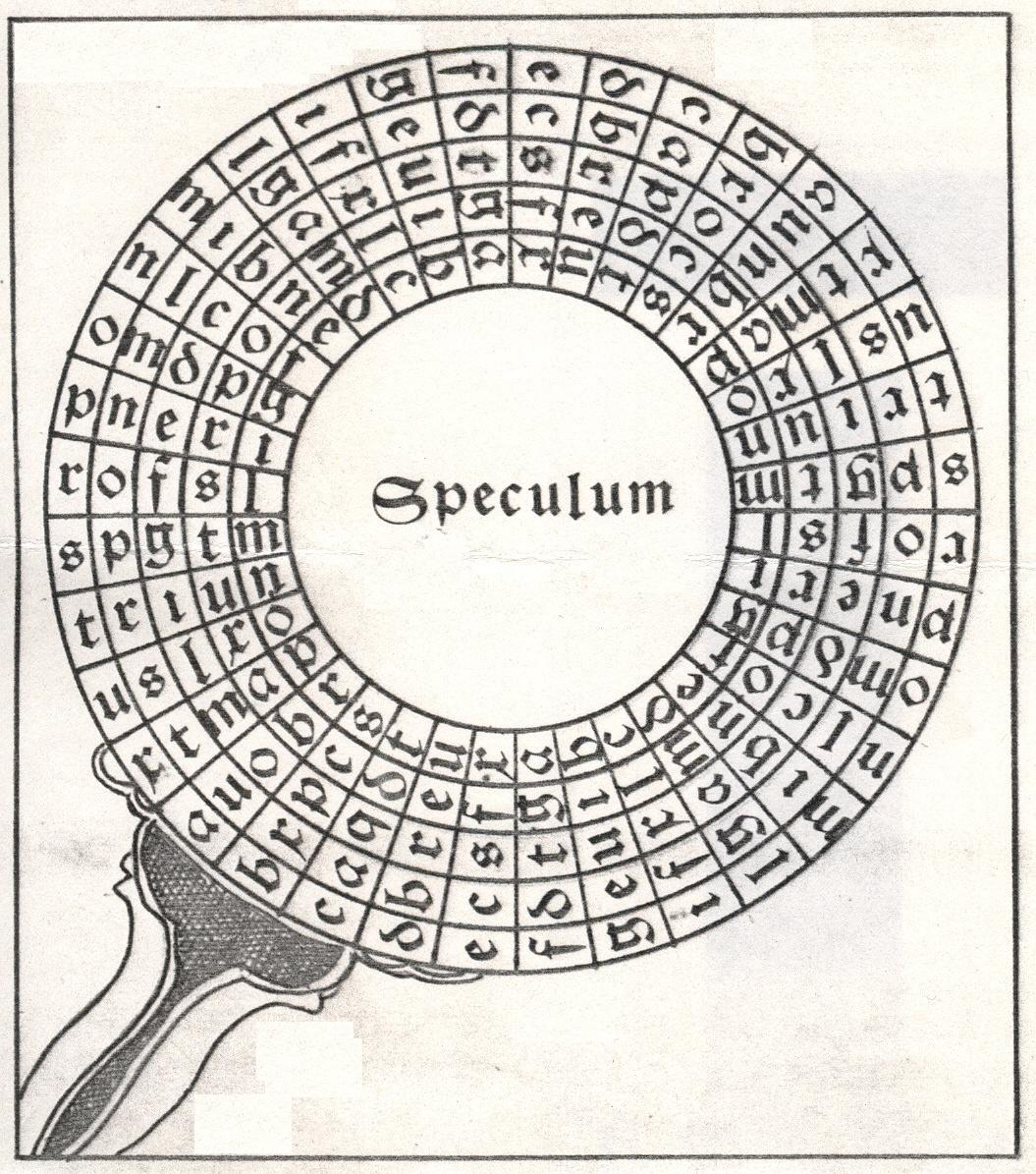
Secretum de Thesauro f. 21r: Figura combinatoria

- Secretum de thesauro experimentorum ymaginationis hominum, Parigi, Bibliothèque Nationale, Cod. Lat. Nouv. Acq. 635.

Questo manuale di mnemotecnica composto intorno al 1430 è incentrato sui temi della memoria artificiale e delle associazioni mentali. Illustra una serie di dispositivi combinatori che spesso si richiamano all'ars magna lulliana.
Nella figura si vede uno dei tanti dispositivi mnemonici proposti dal Fontana, chiamato “Lo Specchio”. Ruotando opportunamente i cinque cerchi si può formare una breve parola da memorizzare.
- Nova compositió horologii (ff. 1r-51v),  Horologium aqueum (ff. 53r-75v Scritto verso il 1417 e dedicato a un amico di nome Poliseo) e Incipit tractatus de pisce cane et volucre (f. 85-105) sono contenuti nel MS 2705 conservato presso la Biblioteca Universitaria di Bologna. 1417-1418.

L'opera tratta di orologi, meccanismi, mongolfiere, campane per le immersioni subacquee ed esperimenti sulla quantità di polvere da sparo da utilizzarsi per sparare razzi di peso variabile. Descrive pure come dare ad un razzo l'aspetto di un drago volante o di un diavolo che emette fuoco dalla bocca e spande fetore; come fare un siluro o una candela magica che sale sulla superficie dell'acqua oppure affonda a seconda che stiano bruciando polveri da sparo più forti o più deboli; e pure come realizzare una figura a forma di diavolo che, riempita di prodotti chimici, brucia sott'acqua ed emette raggi di fuoco. Il Fontana si accorge che tutti gli animali che hanno polmoni necessitano di aria, allo stesso modo delle candele che bruciano, ma non per la stessa ragione, sebbene i contemporanei pensassero di sì. In quest'affermazione anticipa Leonardo da Vinci.
Altre sue opere sono:
- De trigono balistario (Oxford, Bodleian Library, MS Canon Misc. 47). Scritto a Udine nel 1440.
- De omnibus rebus naturalibus. Scritto intorno al 1450. È una grande enciclopedia stampata nel 1545 da Ottaviano Scoto a Venezia sotto il falso nome di Pompilio Azzali Piacentino.

## La cifra

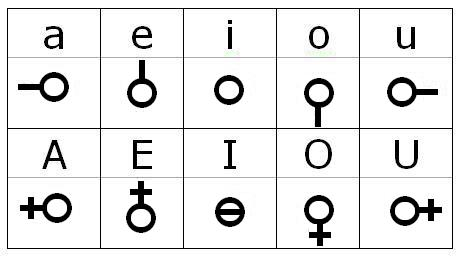
Sistema vocalico

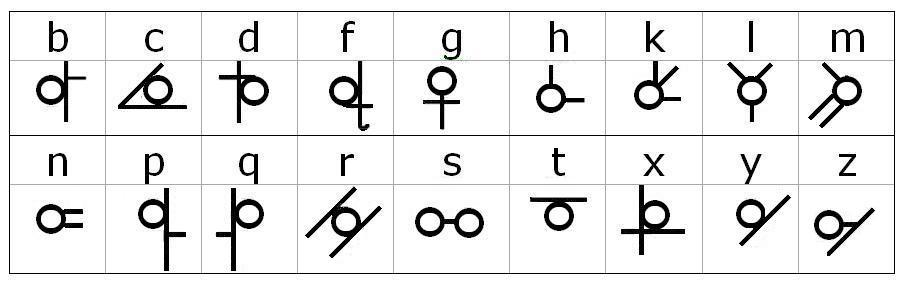
Sistema consonantico

L'uso della cifra per testi non diplomatici si riscontra per la prima volta in questi trattati del Fontana.
Tanto il Bellicorum instrumentorum quanto il Secretum utilizzano una semplice sostituzione monoalfabetica a 23 segni di fantasia, quasi tutti basati su un circolo da cui si dipartono linee nelle varie direzioni. Da un primo gruppo di segni semplici riservati alle vocali, si passa ai segni più complicati per le consonanti, sempre basati su un circolo di base, ma dal quale si dipartono più gambette disposte in vari modi. Fontana mantiene la divisione delle parole e usa i segni d'interpunzione e di abbreviazione.
Lo scopo della compilazione criptata potrebbe essere quello di salvaguardare un certo diritto di copyright, ma ancora più evidente è il desiderio di attrarre l'attenzione del pubblico, visto che in genere l'argomento trattato viene anche descritto sommariamente in chiaro.
Lo stesso editore dei due codici ci fornisce una risposta alla domanda del perché questi codici siano stati criptati:
«La risposta è complessa. Certo: perché molti dei suoi vivacissimi progetti militari, idraulici, ottici, luministici erano decisamente innovativi e bisognava farne rispettare il copyright. Ma soprattutto perché una parte importante della riflessione di Giovanni Fontana è dedicata alla comunicazione; ai fondamenti del linguaggio e della sua codificazione. La scrittura cifrata era per lui sbocco di una ricerca sulla significazione più ancora che gioco criptico».

## La lingua
La decrittazione ci permette di osservare alcune peculiarità della lingua parlata del Fontana, che del resto si notano anche nelle parti in chiaro. Si ha l'alternanza di TI e CI nelle sillabe TIO o TIA, dove noi usiamo la Z. Questa lettera è invece usata al posto del nostro G dolce (zirativus). La S e la X sono spesso scambiate fra loro (simples, virtuoxus). Si nota la N davanti a consonanti labiali (inpossibilis) e la M davanti a consonanti non labiali (comstanter). C'è poi la curiosa introduzione di una P fra M e N contigue come in sompnium o columpna (grafia, quest'ultima, abbastanza comune nel medio evo). Le sostituzioni di vocali (inseparabilis) o di consonanti (arismetrica) sono frequenti. La R cade in nessi come propius. Il suono di SCI diventa SI o CI. Si notano poi raddoppi di consonanti (isste) o al contrario cadute (atributus).
Nel cifrare il testo fornitogli dal Fontana il copista ha poi fatto una grande quantità di errori, in parte dovuti alla marcata somiglianza fra loro dei vari segni.